# Joseph-Antoine Crozat
Joseph-Antoine Crozat, connu sous le nom de marquis de Tugny, né à Toulouse le 12 janvier 1696, mort à Paris le 1er juin 1751, est un magistrat et collectionneur d’art français.

## Biographie
Second fils d’Antoine Crozat, Joseph-Antoine Crozat, maître des requêtes, lecteur de la chambre et du cabinet du roi, en 1719, fait une carrière au Parlement de Paris, où il est nommé conseiller en la première chambre des requêtes en 1720, puis président en la quatrième chambre des enquêtes, en 1726. Mais il s’est consacré aussi, en partie, aux beaux-arts, dont il était amateur.
Il hérite en effet en 1740 de son oncle, Pierre Crozat, qui avait formé, depuis l’année 1683 jusqu’à sa mort une riche collection de tableaux, dessins et pierres gravées en recueillant des chefs-d’œuvre de tous les grands maîtres, spécialement des écoles italienne et flamande, ainsi que des peintres français contemporains. La cabinet de Pierre Crozat devient célèbre, car il le fait graver à ses frais, ajouté à celui d'autres collections privées, qu’il fit publier en 1729 avec Pierre-Jean Mariette et le comte de Caylus. Le Recueil Crozat est suivi d'un second volume publié en 1742 par Pierre-François Basan et Mariette sous les auspices de madame de Pompadour. Par testament, Pierre Crozat donne ses tableaux et sculptures à Joseph-Antoine, tandis que ses dessins et lapidaires sont vendus en 1741.
Joseph Antoine Crozat hérite de ses parents  l'hôtel Crozat, à Paris, actuel 17 place Vendôme, ainsi que le marquisat et le château de Thugny, en Champagne. Ces biens passeront, après lui, à son frère Louis Antoine Crozat. Son importante bibliothèque est dispersée aux enchères après sa mort.
Joseph-Antoine Crozat épouse le 27 décembre 1725 Catherine Amelot de Gournay, fille de Charles Michel Amelot, marquis de Gournay, président à mortier au Parlement de Paris, et de Marguerite Pélagie Danycan de Lespine. Elle était la petite-fille de Michel-Jean Amelot de Gournay et de Noël Danycan de l'Épine. Elle meurt le 12 août 1742, avant son époux, sans laisser d’enfant. Comme cela était prévu dans le testament de son oncle Pierre Crozat, sa collection de peintures passe alors à son frère, Louis Antoine Crozat, baron de Thiers.
La collection Crozat finira en 1771 vendue à Catherine II par l'intermédiaire de Diderot, et constitue le premier fonds du Musée impérial de l’Ermitage, à Saint-Pétersbourg.

### Sources
- Jean Baptiste Honoré Raymond Capefigue, Madame la marquise de Pompadour, Paris, Amyot, 1858, p. 85.